# Luigi Basiletti
Luigi Basiletti (Brescia, 18 aprile 1780 – Brescia, 25 gennaio 1859) è stato un pittore, architetto e storico italiano.

## Biografia
Avviati gli studi artistici nella propria città natale presso la bottega del pittore Sante Cattaneo, nel 1801 viene ammesso all'accademia di belle arti di Bologna, dove frequenta la scuola di figura di Jacopo Alessandro Calvi ed entra in contatto con altri artisti come Pelagio Palagi e Antonio Basoli.
Trasferitosi per alcuni anni a Roma, conosce e stringe amicizia con Antonio Canova. Durante la sua permanenza nella città si dedica principalmente a disegnare e dipingere numerose vedute di Roma e del territorio circostante, ad esempio Tivoli, migliorando la sua abilità di paesaggista. Nel 1807 si reca a Napoli, visitando Pompei e i Campi Flegrei: anche qui alcune vedute.
Tornato a Brescia, prosegue la sua attività di pittore affiancando la ricerca storica e il progetto architettonico, diventando una vera personalità nel contesto culturale cittadino. Nel 1823 disegna assieme ad Angelo Vita il Mercato dei Grani di piazzale Arnaldo.
Poco tempo dopo assume la direzione dei grandi lavori di scavo al capitolium in collaborazione con Rodolfo Vantini e l'archeologo Giovanni Labus: entro pochi anni saranno riportanti alla luce il tempio, il teatro romano e i resti di piazza del Foro, fino alla clamorosa riscoperta, avvenuta nel 1826, della Vittoria alata e degli altri bronzi imperiali.
Sempre a opera del Basiletti sarà il lapidario, allestito nella cella centrale del tempio "secondo il metodo praticato nel Museo Vaticano", e ancora visitabile.

### Opere alla Pinacoteca Tosio Martinengo, Brescia

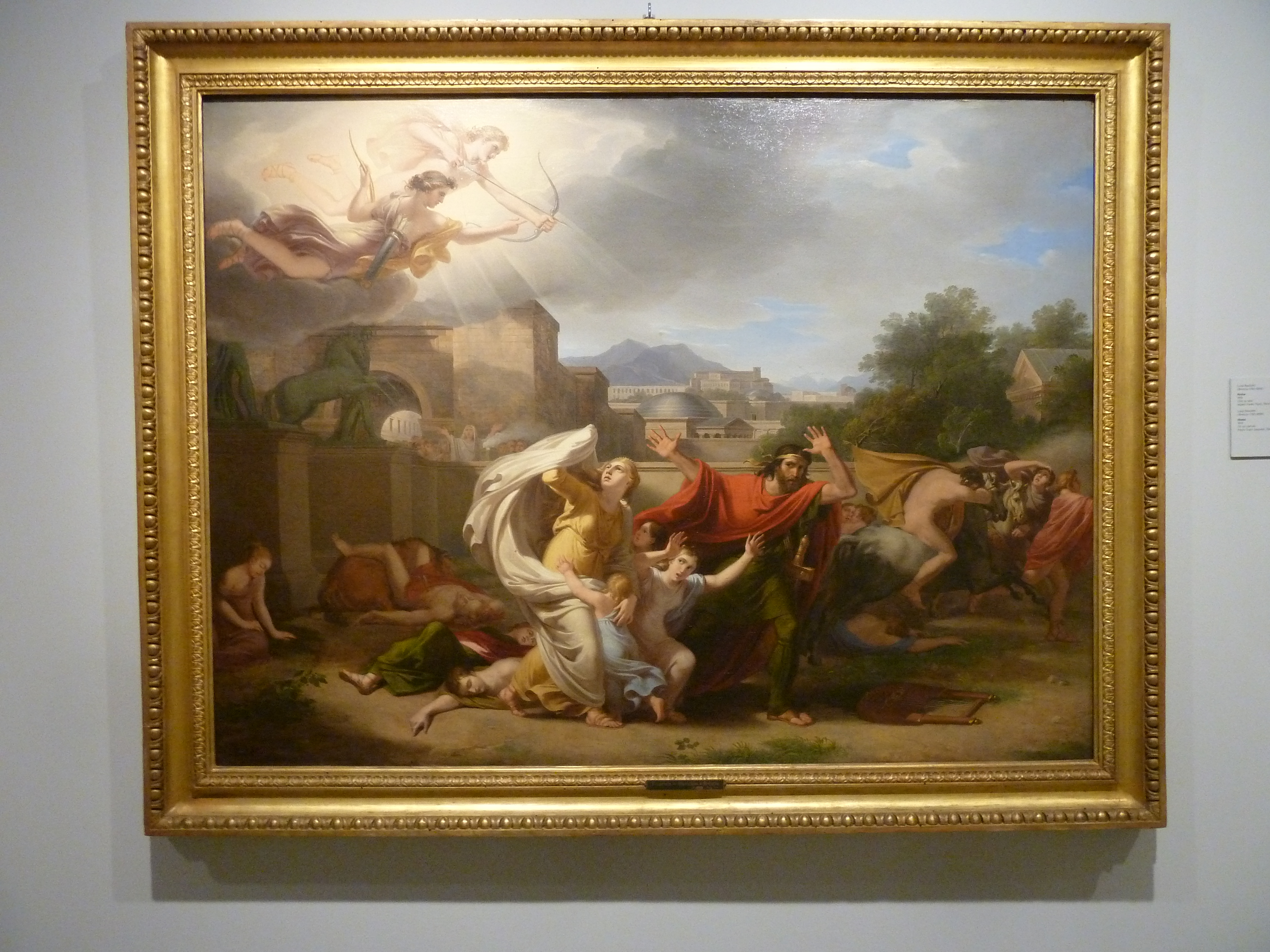
Luigi Basiletti
Apollo e Diana uccidono i Niobidi, Museo di Santa Giulia (Brescia)

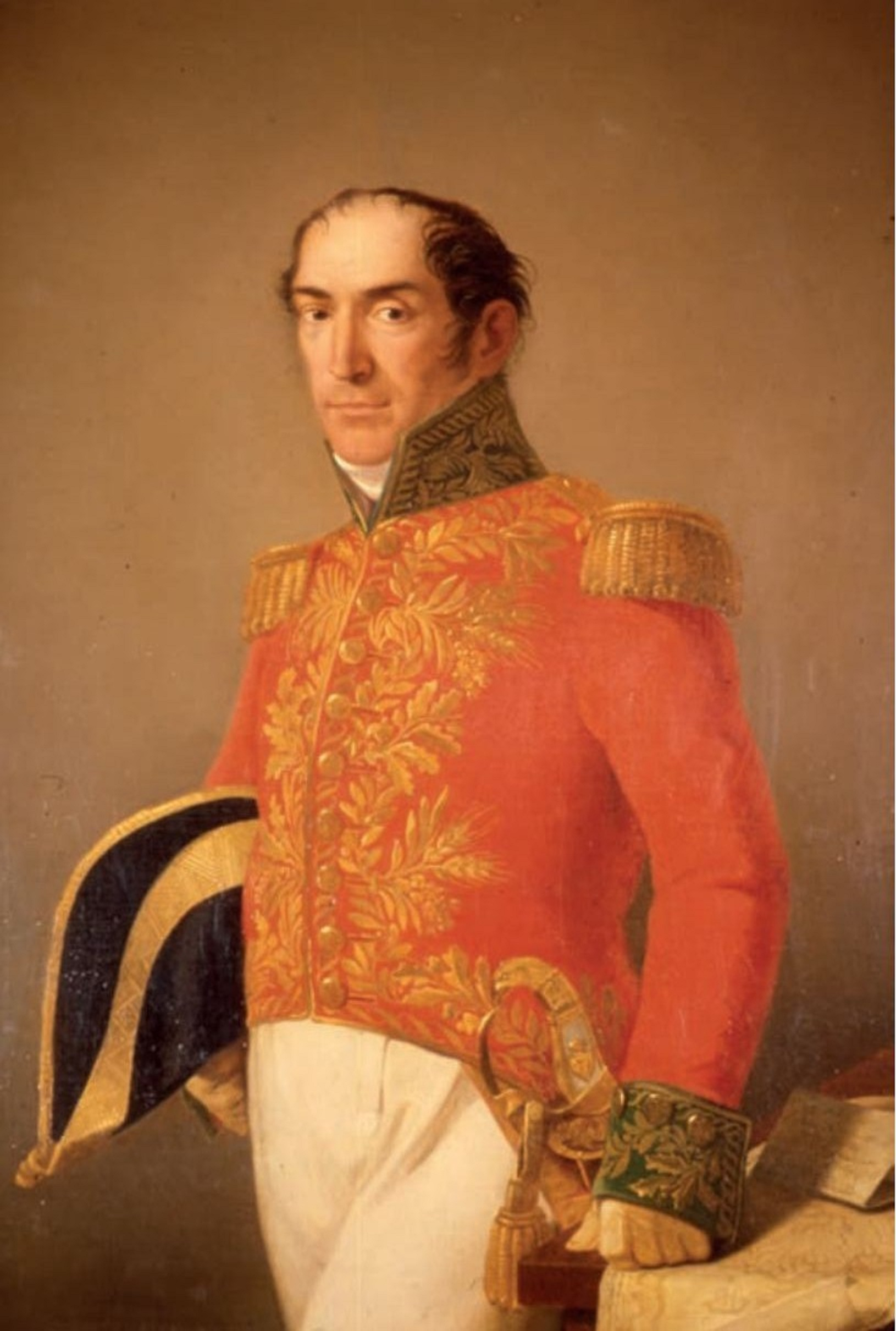
Ritratto di Giuseppe Acerbi
Museo civico di Palazzo Te, Mantova

- Apollo e Diana uccidono i Niobidi, post 1825, olio su tela, 132x100 cm
- Enea incontra Andromaca a Butrinto, post 1800, olio su tela, 130x96 cm
- Morte di Baiardo, post 1800, olio su tela, 216x167 cm
- Platone tra i suoi discepoli siede filosofando dinanzi al tempio di Minerva al capo Sunio, post 1800, olio su tela, 103x76,5 cm
- Ritratto del conte Paolo Tosio, post 1843, olio su tela, 75,4x95,1 cm
- Ritratto di Filippo e Camillo Ugoni, post 1825, olio su tela, 65x48 cm
- Veduta della campagna romana con rovine di acquedotti, post 1800, olio su tela, 101,5x75,5 cm
- Veduta del lago d'Iseo, post 1825, olio su tela, 104,5 x 78,5 cm
- Veduta della Val Trompia con castello, post 1825, olio su tela, 137x99 cm
- Veduta del tempio della Sibilla a Tivoli, post 1825, olio su tela, 60,5x74 cm
- Veduta del tempio di Vespasiano a Brescia dopo il 1830, 1830, olio su tela, 45x58 cm
- Veduta di Ischia, post 1800, olio su tela, 65,5x75 cm
- Veduta di Napoli, post 1800, olio su tela, 73,5x62 cm
- Veduta di Tivoli, post 1800, olio su tela, 140x100 cm

### Altre opere
- Angelo custode, pala dell'altare dell'Angelo in fondo alla navata destra del Duomo nuovo, 1811, (Brescia)
- Ritratto di Giuseppe Acerbi, 1826, Palazzo Te (Mantova)[4]
- Ritratto del conte Tommaso Balucanti con tre figli, 1812, Museo Lechi, Montichiari
- Ritratto della contessa Marianna Cigola Balucanti con tre figli, 1812, Museo Lechi, Montichiari